# 巴蘭督因河
在托爾金（J. R. R. Tolkien）的小說裡，巴蘭督因河（Baranduin）或烈酒河（Brandywine River）是中土大陸的一條河流。巴蘭督因河共長550哩，是繼安都因河（Anduin）、賽爾督因河（Celduin）及灰泛河（Greyflood）後第四長的河流。
巴蘭督因河從伊利雅德（Eriador）北部的伊凡丁湖（Lake Evendim）流出，向東流約60哩，然後轉向南流120哩，再向東流經夏爾（the Shire），形成夏爾的東面邊界。雄鹿地（Buckland）則位於巴蘭督因河及老林（Old Forest）之間。主要的渡河通道是東大路（East Road）上的烈酒橋（Brandywine Bridge）、南法辛 （Southfarthing）的雄鹿地渡口（Bucklebury Ferry）及薩恩渡口（Sarn Ford）。
老林南面之處，巴蘭督因河向西南彎曲，流過薩恩渡口，到達人口稀少的敏西力亞斯（Minhiriath）北部，終流入貝烈蓋爾海（Belegaer）。
巴蘭督因河是辛達林語，意即「金褐色的河流」。哈比人的通用語稱為Branda-nîn，即「邊界河」，後期又稱Bralda-hîm，即「頑固的麥酒」（指河水的顏色）。托爾金翻譯成英語則是烈酒河。
對於夏爾的哈比人，邊界烈酒河並非如此受重視，但認為住在對岸的雄鹿地十分獨特。
巴蘭督因河的支流有：
- The Water
- The Stockbrook
- River Shirebourne
- 柳蘇河（Withywindle），來自老林